# Tabelle Datierung der Minoischen Eruption
Die Minoische Eruption von Santorin wird von der Fachwelt verschieden datiert.
Die folgende Tabelle ordnet die einzelnen Messdaten und Ansichten den zwei Hauptgruppen zu.
Weiterhin sind relevante, ergänzende Datierungen angefügt.
Die angegebenen Zahlen in den mittleren drei Spalten sind Jahreszahlen aus dem Zeitraum „v. Chr.“. Die Zeiträume entsprechen formal den Zeitangaben für die archäologischen Kulturen des Mittelhelladikums und des Späthelladikums auf dem griechischen Festland.
| | Ältest | Mittel   | Jüngst | +/- |
| --- | ------ | -------- | ------ | --- |
| Frühe Datierungen: |        |          |        |     |
| Tsunami-Sedimente, Palaikastro, Kreta (Knochen, Keramik, Vulkanaschen)                                                                                 | 1680   | 1650     | 1620   | 30  |
| Olivenbaum, Thera (2002/2006, C14 mit Delta 20 J Be10)                                                                                                 | 1646   | 1633     | 1620   | 13  |
| Irische Eichen |        | 1628     |        |     |
| Anatolisches Holz |        | ~1628    |        |     |
| Kiefern aus Schwed. Torfmoor |        | ~1628    |        |     |
| White Mountains Kiefern |        | 1627     |        |     |
| Olivenbaum, Thera (2002/2006, C14) | 1626   | 1613     | 1600   | 13  |
| Türschwelle nach Niemeier |        | 1600     |        |     |
| Späte Datierungen: |        |          |        |     |
| Olivenbaum, Thera (2002/2006, C14, Neukalibrierung 2018)                                                                                               | 1600   |          | 1525   |     |
| Deukalionische Flut laut Parischer Chronik | 1529   |          | 1528   |     |
| Unwetterstele des Ahmose I. („Tosen & Finsternis“) nach Beckraht                                                                                       | 1539   |          | 1528   |     |
| Unwetterstele des Ahmose I. („Tosen & Finsternis“) nach Hornung et al.                                                                                 | 1528   |          | 1517   |     |
| Unwetterstele des Ahmose I. („Tosen & Finsternis“) nach Schneider                                                                                      | 1519   |          | 1508   |     |
| Klassische Datierung nach Entdeckung von Akrotiri anhand der Keramik. Übergang von SM I A zu SM I B kurz vor dem Einsetzen des sogenannten Meeresstils | 1520   |          | 1510   |     |
| Relative Chronologie nach Evans/Warren/Hankey | 1530   |          | 1500   |     |
| Neuste Datierung nach SCIEM 2000 unter Leitung von Manfred Bietak                                                                                      | 1530   |          | 1500   |     |
| Klassische Datierung nach Marinatos (1939) | 1550   | 1500     | 1450   | 50  |
| Sonstige Ereignisse: |        |          |        |     |
| Avellino-Eruption, Vesuv (1993) |        | 1775     |        |     |
| Avellino-Eruption, Vesuv (C14) | 1705   | 1660     | 1615   | 45  |
| Ausbruch Mount St. Helens, USA |        | ~17. Jh. |        |     |
| Eisbohrkerne Grönland (1987, Säure, vulk. Glas) evtl. vom Ausbruch des Mount Aniakchak, Alaska (>10 km³ Tephra, VEI=6)                                 | 1665   | 1645     | 1625   | 20  |
| Übergang der Phase SM I A zu SM I B der minoischen Kultur auf Kreta                                                                                    | 1580   |          | 1480   |     |
| Untergang der minoischen Kultur auf Kreta (Ende SM I B)                                                                                                | 1490   | 1450     | 1430   |     |